# Peter Kavka
Peter Kavka (sinh 20 tháng 11 năm 1990) là một hậu vệ bóng đá Slovakia hiện tại thi đấu cho MFK Zemplín Michalovce.